# ريم تركماني
ريم تركماني (بالإنجليزية: Rim Turkmani)‏ هي أستاذة سورية، متخصصة في الفيزياء الفلكية في إمبريال كوليدج لندن وكذلك بالعلوم السياسية وباحثة زميلة لدى الجمعية الملكية.
هي عضو مجلس إدارة في منظمة مدني، وكانت حتى 2016 عضو مجلس إدارة مؤسس في التحالف المدني السوري تماس وهو عبارة عن تحالف منظمات مجتمع مدني سورية. ولها نشاطات في مجال تاريخ العلوم عند العرب.
تشغل حالياً منصب مديرة برنامج أبحاث سوريا في جامعة لندن للاقتصاد والعلوم السياسية ومنصب الباحث الرئيسي في مشروع الشرعية والمواطنة في العالم العربي. وهي عضوة في المجلس الاستشاري النسائي للمبعوث الخاص للأمم المتحدة إلى سوريا.
في عام 2011 صممت وأنجزت معرض جذور عربية الذي استمر لستة أشهر في الجمعية الملكية.
في عام 2012 أعادت إنتاج وتصميم نسخة موسعة من معرض جذور عربية في متحف الفن الإسلامي في الدوحة.
لها مؤلفات عديدة في الدوريات العلمية المحكمة وكذلك العديد من الأبحاث السياسية والتاريخية

## الحياة الخاصة
متزوجة من البريطاني كريس دويل، رئيس مجلس تعزيز التفاهم العربي ـ البريطاني (كابو).